# 子叔疑
子叔，因斷句不同又作子叔疑。戰國時人，生卒年不詳。趙岐認為是孟子弟子，朱熹則認為子叔是與孟子不同時代之人。朱熹之後，也有說認為子叔疑其實是春秋時魯國大夫叔詣。

## 生平
《孟子》書中，孟子曾引季孫之語，指責子叔自己不受重用，便讓其弟子為卿，太有追求名利的野心了。
《孟子外書》記載，子叔曾向孟子問《易經》，孟子稱《易經》為憂患之書。

## 稱號
- 北宋政和五年（1115年）：承陽伯
- 明朝萬曆三十九年（1611年）：先儒子叔氏